# カタハネ オリジナルサウンドトラック
カタハネ オリジナルサウンドトラックは、Longshotから発売された、アダルトゲーム『カタハネ』のサウンドトラック。

## 概要
CD2枚組であり、Disc1にはシロハネ編、Disc2にはクロハネ編で使用された主題歌・BGMが収録されている。コミックマーケット71にて頒布された別のサウンドトラックが入手困難となりプレミアが付く状態となったため、原作発売から5年後に完全版として製作することが発表された。また、このCDにもプレミアがついたため2016年4月1日に再発売された。

## 収録曲
太字はボーカル曲。ボーカル曲以外の作曲者はマッツミュージックスタジオ/Blueberry & Yogurt。

### Disc1
1. Traveler(旅の始まり)
2. Alea jacta est !(one ver.)
  - シロハネ編オープニングテーマのゲームサイズ版。
  - 作詞/唄：Rita
  - 作編曲：Blueberry & Yogurt/マッツミュージックスタジオ (ストリングス、ピアノ)
3. Typing!(執筆活動)
4. Stroll(散歩)
5. Scenery(風景)
6. Ancient capital(古都)
7. Mimicry diary(まねっこ日記)
8. Gasparo(猫王子)
9. Puppet show(人形劇)
10. Side walk cafe(カフェテラス)
11. Mischievous age(悪戯盛り)
12. Sunlight of summer(夏の日差し)
13. Competition(競争)
14. I'm sleeping...(ネムネムさん)
15. Pursuit(追求)
16. See you again(またね)
17. Separation(お別れ)
18. Meteoric swarm(流星群)
19. Tears of crescent(三日月の涙)
20. it's just farewell(one ver.)
  - シロハネ編エンディングテーマのゲームサイズ版。
  - 作詞/唄：Rita
  - 作編曲：Blueberry & Yogurt/マッツミュージックスタジオ
21. Alea jacta est !(one ver./off vocal)
22. it's just farewell(one ver./off vocal)
23. Alea jacta est !
  - 同名曲のフルコーラス版。
24. it's just farewell
  - 同名曲のフルコーラス版。
25. Alea jacta est !(off vocal)
26. it's just farewell(off vocal)

### Disc2
1. Calling(呼び鈴)
2. Memories are here(one ver.)
  - クロハネ編エンディングテーマのゲームサイズ版。
  - 作詞：Jenya
  - 作曲：松本慎一郎
  - 唄：観月あんみ
3. Cococococo(青の人形)
4. Hide and seek(かくれんぼ)
5. Solitary princess(孤独な姫)
6. Castle Walk(城内散策)
  - 初回版では場内散策と誤植されている。
7. Epicure(美食家)
8. Drop-Drop(落ちたドロップ)
9. Whisper of wine(ワインのささやき)
10. Rehearsal(予行演習)
11. Conference(懇談会)
12. Dance party(舞踏会)
13. The dark(暗闇)
14. Straying(迷走)
15. Dinner menu(晩餐の献立)
16. Divine charity(主の慈悲)
17. Suffer(苦悩)
18. Parting kiss(別れのキス)
19. Struggle of honor(名誉の戦い)
20. Strategy(戦略)
21. Single shuttlecock(カタハネ)
22. Memory(想い)
23. Memories are here(one ver./off vocal)
24. Memories are here
  - 同名曲のフルコーラス版。
25. Memories are here(off vocal)